# Sziklaiovo zapojení
Sziklaiovo zapojení (někdy též Sziklaiho zapojení) je zapojení dvou bipolárních tranzistorů, které se vyznačuje velkým proudovým zesílením. Na rozdíl od podobného Darlingtonova zapojení vykazuje nižší zkreslení a stabilnější zesílení při změnách teploty. Jeho oblast využití je stejná jako pro Darligtonovo zapojení, tedy zejména koncové stupně zesilovačů.
Pojmenováno je podle George Clifforda Sziklaie, který je považován za jeho vynálezce.

## Popis zapojení
Sziklaiovo zapojení lze vytvořit ze dvou tranzistorů o opačné polaritě (tedy vždy jeden NPN a PNP, komplementární tranzistory). Výsledné chování je dáno typem tranzistoru Q1. Báze tranzistoru Q1 je bází celého takto vytvořeného "supertranzistoru" a emitor tranzistoru Q1 ve spojení s kolektorem tranzistoru Q2 vytváří celkový emitor. Kolektor tranzistoru Q1 je spojen s bází tranzistoru Q2 a konečně emitor tranzistoru Q2 je kolektorem celého zapojení. Celkové zesílení Szikaliova zapojení je prakticky stejné (ve skutečně nepatrně nižší) jako u zapojení Darligtonova:
{\displaystyle \beta =\beta _{Q1}\cdot \beta _{Q2}}

Sziklaiovo zapojení typu NPN
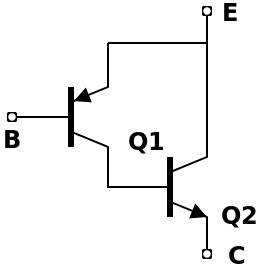
Sziklaiovo zapojení typu PNP